# Sinocrassula
Sinocrassula ist eine Pflanzengattung aus der Familie der Dickblattgewächse (Crassulaceae). Sie trägt auch den deutschen Namen Chinadickblatt. Der botanische Name der Gattung leitet sich vom lateinischen Wort „sinensis“ für chinesisch und dem Namen der Gattung Crassula ab.

## Beschreibung
Die Arten der Gattung Sinocrassula sind hapaxanthe, einjährige, zweijährige oder ausdauernde, sukkulente krautige Pflanzen. Sie sind kahl oder papillös und nur selten flaumhaarig. Die Pflanzen sind mit rötlich braunen dünnen Strichen oder Punkten gemustert. Ihre Wurzeln sind faserig. Die sich während der Blütezeit meist auflösenden Rosetten erreichen Durchmesser von bis zu 10 Zentimetern, sind jedoch meist kleiner. Sie bestehen aus etwa 10 bis 70 Laubblättern. Die fleischig-sukkulenten, ungespornten, stumpfen bis spitz zulaufenden, sitzenden Blätter sind meist wechselständig und nur selten gegenständig angeordnet. Sie sind 15 bis 40 Millimeter lang (selten 8 bis 60 Millimeter) und 5 bis 12 Millimeter breit (selten 2 bis 25 Millimeter). Die Blattoberfläche ist häufig etwas gesprenkelt.
Der endständige und nur selten seitliche Blütenstand ist ebensträußig. Er wird zur Blütezeit etwa 4 bis 30 Zentimeter (selten bis 60 Zentimeter) lang. Die gestielten, glockig-urnenförmigen Blüten sind zwittrig, fünfzählig und haplostemon. Sie sind 1,6 bis 6 Millimeter lang. Ihre grünen, etwas fleischigen, aufrechten Kelchblätter sind an der Basis miteinander verwachsen. Die freien, aufrechten Kronblätter sind etwas länglich bis lanzettlich, fleischig und neigen sich etwas urnenförmig zusammen. Sie sind etwas weißlich bis grünlich oder rosa und mehr oder weniger intensiv rot, orange oder braun gesprenkelt.
Die Frucht ist eine aufrechte Balgfrucht. Die darin enthaltenen mehr oder weniger braunen, zylindrischen Samen sind etwa 0,5 bis 1,2 Millimeter groß und besitzen etwa 10 bis 15 parallele Längsrippen.

## Systematik und Verbreitung
Die Gattung Sinocrassula ist im nördlichen Indien, in Bhutan, im Osten Tibets und im Südwesten Chinas verbreitet. Die Erstbeschreibung nahm Alwin Berger 1930 vor. Nach Joachim Thiede besteht die Gattung Sinocrassula aus den Arten:
- Sinocrassula ambigua (Praeger) A.Berger: Sie kommt im südwestlichen Sichuan und im nordwestlichen Yunnan vor.[3]
- Sinocrassula densirosulata (Praeger) A.Berger: Sie kommt im westlichen Sichuan und im östlichen Yunnan vor.[3]
- Sinocrassula diversifolia H. Chuang: Sie kommt im nordwestlichen Yunnan vor.[3]
- Indisches Chinadickblatt (Sinocrassula indica (Decne.) A.Berger): Sie kommt in Indien, Pakistan, Sikkim, Bhutan, Nepal und in China vor.[3] Mit den Varietäten:
  - Sinocrassula indica var. forrestii (Raym.-Hamet) S.H.Fu
  - Sinocrassula indica var. indica
  - Sinocrassula indica var. luteorubra (Praeger) S.H.Fu
  - Sinocrassula indica var. maculosa H. Chuang ex Thiede
  - Sinocrassula indica var. obtusifolia (Fröd.) S.H.Fu
  - Sinocrassula indica var. paniculata N.B.Singh & U.C.Bhattach
  - Sinocrassula indica var. serrata (Raym.-Hamet) S.H.Fu
  - Sinocrassula indica var. viridiflora K.T.Fu
- Sinocrassula longistyla (Praeger) S.H.Fu: Sie kommt in Sichuan vor.[3]
- Sinocrassula paoshingensis H.Ohba: Sie kommt in Xizang vor.[3]
- Sinocrassula techinensis (S.H.Fu) S.H.Fu: Sie kommt im nordwestlichen Yunnan vor.[3]
- Yunnan-Chinadickblatt (Sinocrassula yunnanensis (Franchet) A.Berger): Sie kommt im westlichen Yunnan vor.[3]

## Nachweise